# Piet Heintunnel
De Piet Heintunnel is een tunnel in Amsterdam-Oost. Hij verbindt het centrum van Amsterdam met het Zeeburgereiland.  De tunnel begint bij de Piet Heinkade en de Panamalaan.  In het verlengde van de tunnel, op het eiland, ligt de IJburglaan.  Deze weg heeft een aansluiting op de Ringweg (A10)-Oost en vormt daar voorbij de belangrijkste verbinding met de wijk IJburg.
De tunnel is aangelegd in het kader van het "bereikbaarheidsplan" van de stad Amsterdam. Hij heeft een lengte van 1500 meter en bestaat uit drie buizen waarvan er twee bestemd zijn voor het autoverkeer en een voor een dubbelsporige trambaan (IJtram). De tunnel loopt onder het Spoorwegbassin in het Oostelijk Havengebied, en (de "mond" van) het Amsterdam-Rijnkanaal.
De autotunnel is in 1997 in gebruik genomen. De stadsroute s114 (ook wel genoemd de "Oost-corridor") loopt hierdoorheen. Deze stadsroute is de verbinding tussen de Amsterdamse Centrumring (s100) en de Ringweg-Oost, en vervolgens met IJburg.  De tunnel komt op het Zeeburgereiland uit op de Zuiderzeeweg, de weg tussen de Schellingwouderbrug en de Amsterdamse Brug.  In het verlengde van de tunnel ligt hier de IJburglaan, die ook onderdeel is van de s114. Deze weg vormt, voorbij de aansluiting Amsterdam-IJburg (S114) van de Ringweg, de verbinding met IJburg, via de Enneüs Heermabrug.
De tramtunnel werd in 2005 in gebruik genomen voor de IJtram (lijn 26) tussen station Amsterdam Centraal en IJburg, via de Piet Heinkade, de tunnel en de IJburglaan.  De tramtunnel loopt direct zuidelijk naast de autotunnel.
De Piet Heintunnel was van 25 juni 2021 tot 20 januari 2023 dicht voor al het wegverkeer (niet voor tram 26) voor renovatiewerkzaamheden.

## Constructie
Voor de bouw is de tunnel uit constructie-overwegingen in vijf delen opgedeeld:
- de westelijke toerit
- de westelijke overgangsconstructie
- de onderwatertunnel
- de oostelijke overgangsconstructie
- de oostelijke toerit

De westelijke toerit is als een polderconstructie aangelegd, omdat er hier in de grond een waterdichte kleilaag aanwezig was. De oostelijke toerit is uitgevoerd als open bouwput, waar gebruik is gemaakt van onderwaterbeton. De westelijke overgangsconstructie is uitgevoerd in een bouwkuip met stalen damwanden en een vloer van onderwaterbeton. De oostelijke overgangsconstructie is bijna identiek; omdat deze onder het Amsterdam-Rijnkanaal ligt, is hier echter gebruikgemaakt van buispalen als fundering.
Het echte tunnelgedeelte bestaat uit acht elementen van elk 158 meter lengte, 31,60 meter breed en een interne tunnelhoogte van 4,50 meter. Deze zijn gebouwd in het bouwdok bij Antwerpen, omdat het gebruikelijke bouwdok in Barendrecht bezet was. Bouwen in Antwerpen vereiste echter wel transport over open zee, wat tot dan toe slechts een keer eerder was gedaan, bij de Wijkertunnel.

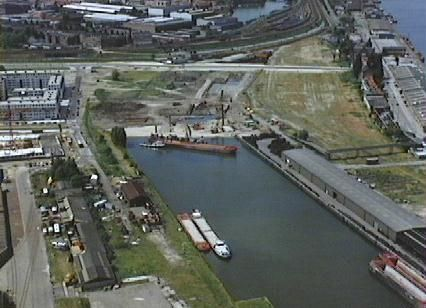
Bouw van de tunnel in 1993